# 硫酸塩泉

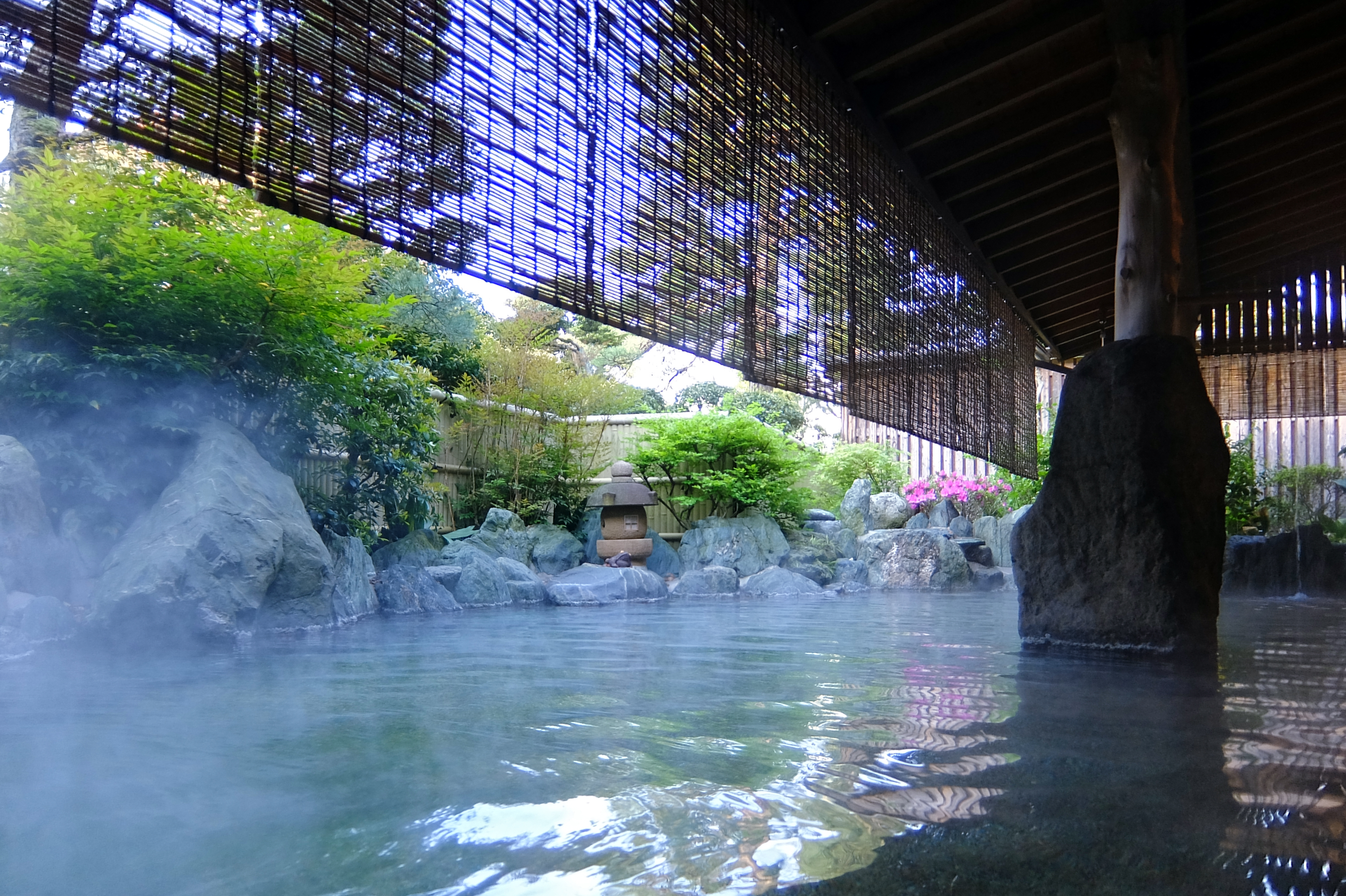
硫酸塩泉の例、玉造温泉

硫酸塩泉（りゅうさんえんせん）は、掲示用泉質名に基づく温泉の泉質の分類の一種。療養泉のうち塩類泉に分類される。

## 概要
アルカリ金属・アルカリ土類金属の硫酸塩を主成分としていることからこの名称が付いている。俗に薬効が高いと言われる。

## 新旧泉質名との対比
新旧泉質名では、以下に分類される。
| 旧泉質名         | 新泉質名                                   | 略記泉質名     |
| ---------------- | ------------------------------------------ | -------------- |
| 硫酸塩泉         | 硫酸塩泉                                   | SO4泉          |
| 純硫酸塩泉       | 硫酸塩泉                                   | SO4泉          |
| 正苦味泉         | マグネシウム－硫酸塩泉                     | Mg-SO4泉       |
| 芒硝泉           | ナトリウム－硫酸塩泉                       | Na-SO4泉       |
| 石膏泉           | カルシウム－硫酸塩泉                       | Ca-SO4泉       |
| 含食塩－芒硝泉   | ナトリウム－硫酸塩・塩化物泉               | Na-SO4･Cl泉    |
| 含食塩－石膏泉   | カルシウム・ナトリウム－硫酸塩・塩化物泉   | Ca･Na-SO4･Cl泉 |
| 含食塩－正苦味泉 | マグネシウム・ナトリウム－硫酸塩・塩化物泉 | Mg･Na-SO4･Cl泉 |

## 泉質の定義
温泉水1kg中に含まれる含有成分が1,000mg以上あり、そのうち陰イオンの主成分が硫酸イオン（SO42-）のもの。

## 効能
※効能はその効果を万人に保証するものではない
泉質に基づく効能として、以下が挙げられる。

### 適応症

#### 浴用
- 一般的適応症のほか、動脈硬化症、切り傷、やけど、慢性皮膚病。

#### 飲用
- 慢性胆嚢炎、胆石症、肥満症、糖尿病、痛風、慢性便秘。

### 禁忌症
- 浴用においては一般的禁忌症。
- 飲用においては下痢のとき。
- 「ナトリウム－硫酸塩泉」においては、腎臓病や高血圧症、浮腫があるとき、あるいは甲状腺機能亢進症のときにヨウ素を含有する温泉の飲泉。

## 代表的な温泉地
- 熱海温泉（静岡県）
- 飯坂温泉（福島県）
- 玉造温泉（島根県）
- 水上温泉（群馬県）